# みずいろの手紙
「みずいろの手紙」（みずいろのてがみ）は、1973年9月25日に発売されたあべ静江の2枚目のシングル。

## 概要
累計売上は約26.4万枚を記録。デビュー作である前作「コーヒーショップで」に次ぐヒットとなった。
翌1974年に放映された「第25回NHK紅白歌合戦」に、表題曲で初出場を果たした。なおこの時は冒頭のセリフを本来「お元気ですか? そして今でも愛していると、言って下さいますか?」というところを「全国の皆様、お元気ですか? そして今年も紅組が勝つと、言って下さいますね?」とアレンジして歌われた。また、ギター伴奏は、フランス出身のギタリストであるクロード・チアリが特別ゲストとして担当した。
2013年発売のミニアルバム『いちばん、好きだから』には、「みずいろの手紙」と「コーヒーショップで」を新たに歌い直した「2013ニュー・ボーカル・バージョン」が収録されている。
あべ自身は当初この歌が嫌いで、2015年のインタビューで「男性に媚びたような、私が嫌いなタイプの女性の思いを綴った詞だと思ってしまって。歌うのを封印していた時期もありました。でも、あるとき久しぶりにステージで歌ったら、目の前の人がハラハラと泣いたんですね。それを見て、自分はとんでもない間違いをしていたんだと反省しました。一度歌って世に出したものなんだから、自分のものとして扱っちゃダメなんですよね。聴いてくれる人の思い出とつながっているんだから、もう私の歌ではない。そのことに気づいてから、ひとつの作品として素直に歌の世界に入り込めるようになりました」と語っている。また、2017年に『徹子の部屋』に出演した際にも、「当時は男性に媚びるような歌詞が嫌で、泣きながらレコーディングした」「この歌を聴いて泣いてくれる人を見て反省した」「この歌があったから認められた」と話している。

## 収録曲
- 両楽曲共に、作詞：阿久悠／作曲・編曲：三木たかし

### Side:A
1. みずいろの手紙（3分1秒）

### Side:B
1. 恋人たちがいる舗道（2分28秒）

## カバー
- 浜田朱里（1982年／アルバム「想い出のセレナーデ」収録）
- 岩崎宏美（2014年／アルバム『Dear Friends VII 阿久悠トリビュート』収録）